# Космос-1114
Космос-1114 је један од преко 2400 совјетских вјештачких сателита лансираних у оквиру програма Космос.
Космос-1114 је лансиран са космодрома Плесецк, СССР, 11. јула 1979. Ракета-носач Р-14 Чусоваја (рус. Чусовая) (8К65, НАТО ознака SS-5 Skean) са додатим степеном је поставила сателит у орбиту око планете Земље. Маса сателита при лансирању је износила 1080 килограма. Космос-1114 је био сателит намијењен за електронско извиђање, јављање и навођење.